# TG5
Le TG5 (abréviation de TeleGiornale 5), est le journal télévisé de la principale chaîne de télévision privée italienne Canale 5. Il est diffusé depuis le 13 janvier 1992.
Le TG5 se décline en plusieurs éditions correspondant aux différents moments de la journée ; on compte parmi ces éditions le TG5 Prima Pagina diffusé entre 6h00 et 7h45 du matin, le TG5 Mattina diffusé à 8 heures, le TG5 Giorno diffusé à 13 heures, le TG5 de 20h00 et le TG5 Notte diffusé aux alentours de 23 heures. 
Le TG5 de 20h00 est le bulletin de nouvelles de Canale 5 récoltant la plus forte audience, et le premier journal le plus regardé en Italie derrière le TG1 de la Rai 1. 